# Система национальных парков в Голубых Горах
Система национальных парков в Голубых Горах включает в себя семь национальных парков и одну особую территорию, расположена в Новом Южном Уэльсе (Австралия).

## География
Система находится в восточной части штата в Голубых горах недалеко от Сиднея: расстояние от города до ближайшей точки территории составляет около 60 километров. Площадь системы — 10 326,49 км², плюс 862 км² вокруг является буферной зоной. Несмотря на название, на территории системы нет гор как таковых — она представляет собой плато, изрезанное ущельями так, что перепад высот составляет от 100 до 1300 метров над уровнем моря.

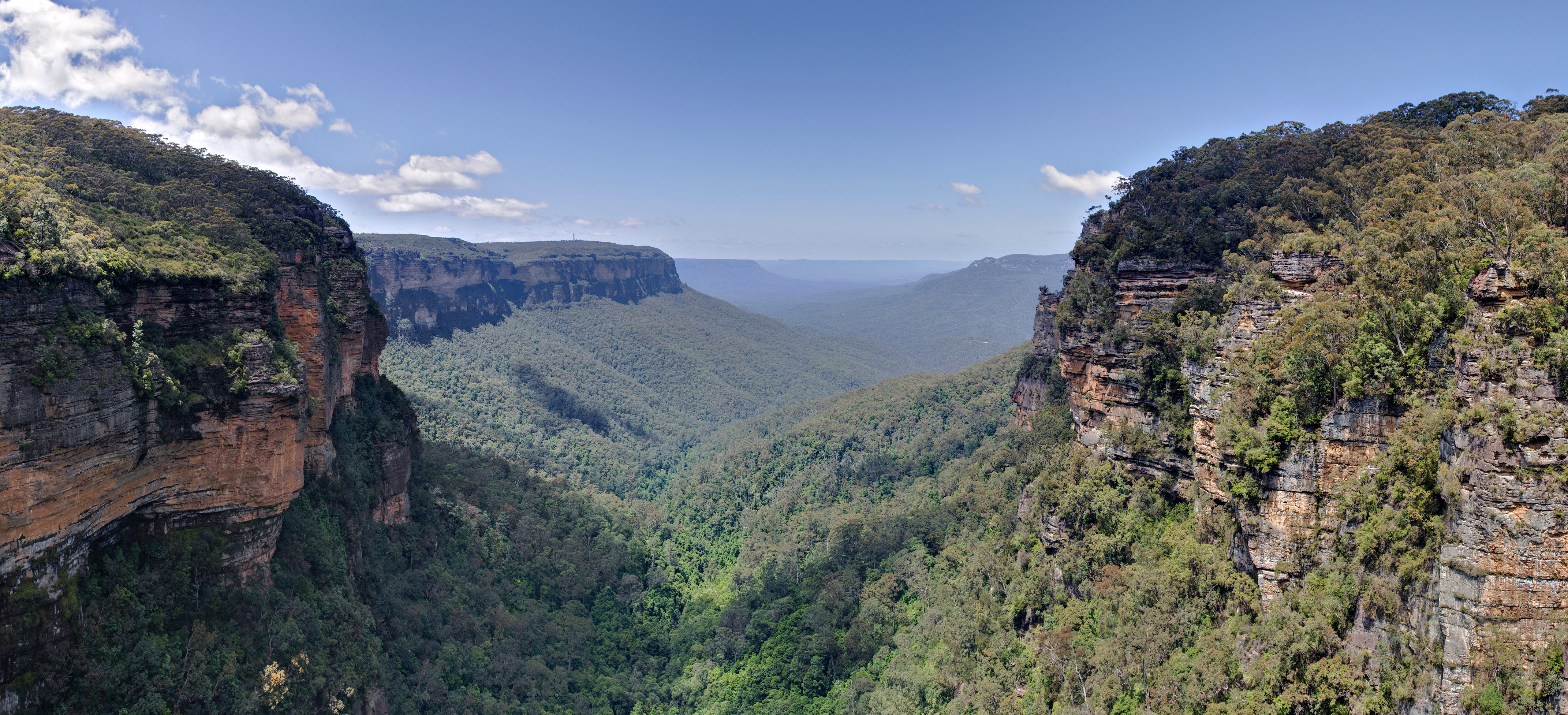
Долина Джэмисона в ноябре 2008 года

## Описание
Система национальных парков в Голубых Горах состоит из следующих национальных парков:
- Голубые горы (основан в 1959 году)
- Канангра-Бойд[англ.] (1969)
- Тирлмер-Лейкс[англ.] (1972)
- Воллеми (1979)
- Йенго[англ.] (1988)
- Наттай (1991)
- Гарденс-оф-Стоун (1994)
- и резервата Jenolan Caves Karst Conservation Reserve, главной достопримечательностью которого является пещера Дженолан.

В 2000 году на 24-й сессии Комитета Всемирного наследия все эти заповедные зоны были объединены и стали системой.

### Флора
На территории в больших количествах произрастает 91 вид эвкалиптов, что составляет 13% от существующих в мире, 12 из этих видов являются эндемиками этих национальных парков. Также необходимо отметить наличие среди растений воллемии — реликтового растения, одного из самых древнейших и редких в мире, которое было открыто лишь в 1994 году на территории национального парка Воллеми.

### Фауна
На территории обитают более 400 видов животных. Можно выделить пятнистохвостую сумчатую куницу, коал, гигантскую сумчатую летягу, длинноносого потору, золотистую литорию. Крупнейшим хищником системы парков является динго, основной рацион которого составляют гигантские кенгуру. Также организацией BirdLife International эти парки объявлены так называемой территорией, важной для птиц, так как здесь в больших количествах селятся оригмы, огненногрудые петроики, бриллиантовые амадины, птицы-попутчики; гораздо реже, но пока встречается бородавчатый медосос, а во время сезонных миграций здесь останавливаются стаи желтолобых медососов.